# Kuznetsovski (Rostov)
|  | Per a altres significats, vegeu «Kuznetsovski». |

Kuznetsovski (en rus: Кузнецовский) és un poble (un possiólok) de l'óblast de Rostov, a Rússia, que en el cens del 2010 tenia 186 habitants, pertany al municipi de Guigant.